# Mohamed Aziz
Mohamed Aziz (arab. ‏محمد عزيز‎, ur. 2 grudnia 1984 w Sidi Kacem) – marokański piłkarz, grający na pozycji lewego obrońcy. W sezonie 2020/2021 zawodnik Renaissance Berkane, którego jest kapitanem. Reprezentant kraju. 

## Kariera klubowa
Mohamed Aziz zaczynał karierę w Renaissance Settat, grając sezon 2009/2010 w drugiej lidze, a 2010/2011 w trzeciej. W kolejnym sezonie przeniósł się do Renaissance Berkane, który grał na drugim poziomie ligowym. Zajął wtedy 2. miejsce i awansował do marokańskiej ekstraklasy.
Zadebiutował w niej 16 września 2012 roku w meczu przeciwko Hassanii Agadir, przegranym 3:2. Pierwszą bramkę strzelił 13 kwietnia roku następnego, w meczu przeciwko FUSowi Rabat, wygranym 1:0. Strzelił gola w 34. minucie. W pierwszym sezonie rozegrał 28 meczów i strzelił 2 gole.
W sezonie 2013/2014 rozegrał 11 meczów, bez bramek.
W sezonie 2014/2015 zaliczył swoją pierwszą asystę. 3 maja 2015 roku w meczu przeciwko Chababowi Atlas Khenifra, zremisowanym 1:1, Mohamed Aziz asystował przy bramce w 81. minucie. Łącznie w tym sezonie rozegrał 28 meczów, strzelił 2 bramki i raz asystował. 
W sezonie 2015/2016 wystąpił w 21 spotkaniach i zdobył 2 gole i tyle samo asyst.
Tyle samo meczów rozegrał w sezonie 2016/2017, ale zdobył 3 bramki, bez asyst.
Sezon 2017/2018 to 20 ligowych występów Mohameda Aziza, gol i dwie asysty. Dodatkowo zdobył także puchar kraju.
W sezonie 2018/2019 zagrał 23 mecze, strzelił 2 gole i raz asystował.
W sezonie 2019/2020 zagrał w 27 spotkaniach, zdobył rekordową liczbę (dla niego) bramek w jednym sezonie (10) i zanotował jedną asystę. Był na jednym meczu kapitanem drużyny. W tym też sezonie zdobył Afrykański Puchar Konfederacji, grając we wszystkich spotkaniach, a w trzech będąc kapitanem.
Łącznie do 20 czerwca 2021 roku rozegrał 193 ligowe spotkania, strzelił 23 gole i zanotował 7 asyst.

## Kariera reprezentacyjna
Mohamed Aziz rozegrał swój jedyny mecz w reprezentacji Maroka 24 stycznia 2016 roku przeciwko Rwandzie. Strzelił też wtedy swojego jedynego gola. Do siatki trafił w 24. minucie, a mecz zakończył się wynikiem 1:4 dla Maroka.